# Gauliga Oberschlesien 1943/44

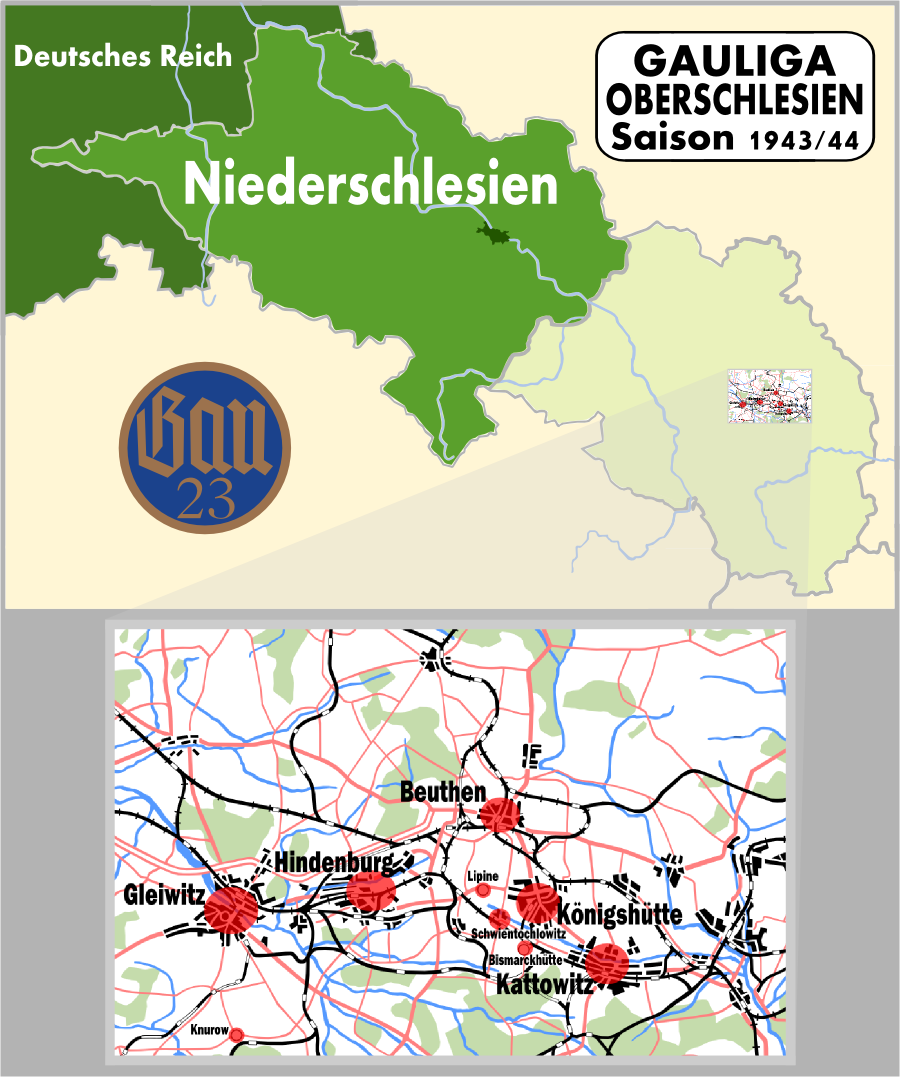
Spielorte der Gauliga Oberschlesien 1943/44.

Die Gauliga Oberschlesien 1943/44 (offiziell: Sportbereichsklasse Oberschlesien 1943/44) war die dritte Spielzeit der Gauliga Oberschlesien des Fachamtes Fußball. Erneut wurde die Gauliga mit zehn Mannschaften im Rundenturnier mit Hin- und Rückspiel ausgetragen. Nach Ende der regulären Spielzeit waren drei Mannschaften punktgleich, so dass das Fachamt Fußball beschloss, eine zusätzliche Einfachrunde zwischen diesen drei Mannschaften auf neutralen Plätzen auszuspielen. Bei dieser konnte sich der FV Germania Königshütte durchsetzen und wurde dadurch zum dritten Mal Gaumeister Oberschlesiens. Dadurch qualifizierten sich die Gleiwitzer für die deutsche Fußballmeisterschaft 1943/44, bei der die Mannschaft jedoch erneut in der ersten Runde ausschied. Diesmal unterlagen die Gleiwitzer dem Titelverteidiger Dresdner SC auswärts deutlich mit 2:9. Die WSG Sportfreunde Knurow und der Beuthener SuSV 09 zogen sich kriegsbedingt nach der Saison aus der Gauliga zurück. Aus den Bezirksligen stiegen WKG Römergrube Rybnik und TuS Scharley auf.

## Abschlusstabelle
| Pl. | Verein                             | Sp. | S  | U | N  | Tore    | Quote | Punkte |
| --- | ---------------------------------- | --- | -- | - | -- | ------- | ----- | ------ |
| 1.  | FV Germania Königshütte (M)        | 18  | 10 | 4 | 4  | 043:230 | 1,87  | 24:12  |
| 2.  | TuS Lipine                         | 18  | 11 | 2 | 5  | 059:320 | 1,84  | 24:12  |
| 3.  | Bismarckhütter SV 99               | 18  | 9  | 6 | 3  | 036:230 | 1,57  | 24:12  |
| 4.  | SC Preußen Hindenburg (N)          | 18  | 8  | 2 | 8  | 039:300 | 1,30  | 18:18  |
| 5.  | Reichsbahn SG Kattowitz (N)        | 18  | 7  | 3 | 8  | 041:470 | 0,87  | 17:19  |
| 6.  | WSG Sportfreunde Knurow A          | 18  | 7  | 2 | 9  | 052:340 | 1,53  | 16:20  |
| 7.  | 1. FC Kattowitz                    | 18  | 8  | 0 | 10 | 035:450 | 0,78  | 16:20  |
| 8.  | SpVgg Vorwärts-Rasensport Gleiwitz | 18  | 7  | 1 | 10 | 030:350 | 0,86  | 15:21  |
| 9.  | Beuthener SuSV 09 A                | 18  | 6  | 1 | 11 | 030:560 | 0,54  | 13:23  |
| 10. | TuS Schwientochlowitz              | 18  | 6  | 1 | 11 | 024:640 | 0,38  | 13:23  |

| (M) | Titelverteidiger             |
| (N) | Aufsteiger aus der 1. Klasse |

### Kreuztabelle
Die Kreuztabelle stellt die Ergebnisse aller Spiele dieser Saison dar. Die Heimmannschaft ist in der linken Spalte, die Gastmannschaft in der oberen Zeile aufgelistet. Ein 0:0 mit einem + bedeutet, dass dieses Spiel am grünen Tisch mit 0:0 und Sieg für die jeweilige Mannschaft, bei der das + steht, gewertet wurde.
| 1943/44                            | FV Germania Königshütte | TuS Lipine | Bismarckhütter SV 99 | SC Preußen Hindenburg | Reichsbahn SG Kattowitz | WSG Sportfreunde Knurow | 1. FC Kattowitz | SpVgg Vorwärts-Rasensport Gleiwitz | Beuthener SuSV 09 | TuS Schwientochlowitz |
| ---------------------------------- | ----------------------- | ---------- | -------------------- | --------------------- | ----------------------- | ----------------------- | --------------- | ---------------------------------- | ----------------- | --------------------- |
| FV Germania Königshütte            |                         | 5:3        | 2:2                  | 2:1                   | 4:2                     | 2:0                     | 1:0             | 0:1                                | 2:0               | 7:0                   |
| TuS Lipine                         | 0:5                     |            | 1:1                  | 5:0                   | +0:0                    | 2:3                     | 5:1             | 4:3                                | 5:2               | 4:1                   |
| Bismarckhütter SV 99               | 1:2                     | 0:0        |                      | 1:1                   | 1:2                     | 4:2                     | 2:1             | 1:2                                | 3:1               | +0:0                  |
| SC Preußen Hindenburg              | 3:0                     | 1:5        | 3:3                  |                       | 5:1                     | 2:1                     | 1:2             | 2:0                                | 1:0               | 10:0                  |
| Reichsbahn SG Kattowitz            | 1:1                     | 2:4        | 3:3                  | 2:1                   |                         | 3:2                     | 2:3             | 4:4                                | 5:2               | 3:0                   |
| WSG Sportfreunde Knurow            | 2:2                     | 1:5        | 0:0+                 | 4:0                   | 6:3                     |                         | 6:1             | 3:0                                | 6:1               | 12:2                  |
| 1. FC Kattowitz                    | 2:5                     | 4:2        | 1:5                  | 1:0                   | 5:1                     | 3:2                     |                 | +0:0                               | 3:6               | 5:1                   |
| SpVgg Vorwärts-Rasensport Gleiwitz | 1:0                     | 1:5        | 0:3                  | 3:6                   | 0:1                     | 3:1                     | 3:2             |                                    | 6:0               | 3:1                   |
| Beuthener SuSV 09                  | 2:2                     | 0:8        | 0:3                  | 0:2                   | 2:3                     | +0:0                    | 3:1             | +0:0                               |                   | 6:3                   |
| TuS Schwientochlowitz              | 2:1                     | 2:1        | 2:3                  | +0:0                  | 4:3                     | 1:1                     | +0:0            | 2:0                                | 3:5               |                       |

### Entscheidungsspiele um Meisterschaft
| Datum          |                         | Ergebnis  |                         | Ort                                     |
| -------------- | ----------------------- | --------- | ----------------------- | --------------------------------------- |
| 19. März 1944  | Bismarckhütter SV 99    | 1:4 (0:1) | FV Germania Königshütte | Kattowitz, Turngemeindeplatz            |
| 26. März 1944  | TuS Lipine              | 4:1 (2:1) | Bismarckhütter SV 99    | Hindenburg O/S., Adolf-Hitler-Kampfbahn |
| 02. April 1944 | FV Germania Königshütte | 1:0 (1:0) | TuS Lipine              | Hindenburg O/S., Adolf-Hitler-Kampfbahn |

| Pl. | Verein                  | Sp. | S | U | N | Tore    | Quote | Punkte |
| --- | ----------------------- | --- | - | - | - | ------- | ----- | ------ |
| 1.  | FV Germania Königshütte | 2   | 2 | 0 | 0 | 005:100 | 5,00  | 04:0   |
| 2.  | TuS Lipine              | 2   | 1 | 0 | 1 | 004:200 | 2,00  | 02:20  |
| 3.  | Bismarckhütter SV 99    | 2   | 0 | 0 | 2 | 002:800 | 0,25  | 0:40   |

## Torschützenliste

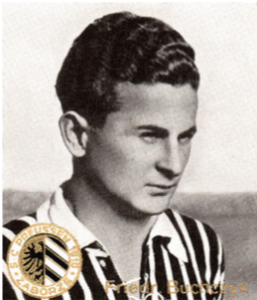
Friedrich Buchczyk

| Spieler            | Verein                          | Tore |
| ------------------ | ------------------------------- | ---- |
| Friedrich Buchczyk | SC Preußen Hindenburg           | 15   |
| Smolin             | TuS Lipine                      | 13   |
| Pietz              | TuS Lipine                      | 12   |
| Schmilowski        | 1. FC 05 Kattowitz              | 12   |
| Bellok             | TuS Schwientochlowitz           | 10   |
| Pyttel             | TuS Lipine/Germania Königshütte | 10   |